# Triplofusus
Triplofusus is een geslacht van weekdieren uit de klasse van de Gastropoda (slakken).

## Soorten
- Triplofusus giganteus (Kiener, 1840)
- Triplofusus princeps (G. B. Sowerby I, 1825)